# Дипломатія (фільм, 2014)
«Дипломатія» (нім. Diplomatie) — франко-німецький історичний драматичний фільм 2014 року, знятий режисером Фолькером Шльондорфом за мотивами однойменної п'єси Сиріла Гелі. Події відбуваються в Парижі 1944 року. У ній розповідається про спроби шведського дипломата Рауля Нордлінга запобігти знищенню міста німецьким генералом Дітріхом фон Хольтіцем. Прем'єра фільму відбулася на 64-у Берлінському міжнародному кінофестивалі 12 лютого 2014 року. Стрічку також було показано на кінофестивалі у Тельюрайд в серпні 2014 року. Фільм отримав премію «Сезар» за найкращу адаптацію на 40-й церемонії вручення премії «Сезар».

## Сюжет
Під час наближення союзних сил до Парижа, Адольф Гітлер віддає наказ генералу Дітріху фон Холтіцу про знищення міста. Інженерні групи ведуть роботи з мінування визначних пам'яток міста під керівництвом лейтенанта Хеггера та за допомоги полоненого паризького інженера на ім'я М. Ланвен. Під загрозою опиняються Ейфелева вежа, Лувр, площа Згоди, собор Паризької Богоматері, Дім Інвалідів тощо.
У ніч з 24 на 25 серпня 1944 року шведський консул Рауль Нордлінг проникає в кабінет генерала в готелі «Meurice» за допомогою таємних сходів, відпочатку побудованих для відомої куртизанки, яка там жила. В діалозі дипломат наводить аргументи про загибель невинних людей у випадку руйнування міста, просить генерала відмовитися від скоєння воєнного злочину. Генерал лишається невблаганним та сповненим рішучості щодо виконання свого обов'язку.
По місту починаються повстання парижан проти німецьких патрулів. Бої заповнюють вулиці. Холтіц розповідає, що через політику родинної відповідальності Sippenhaft нацистський уряд карає родини непокірних офіцерів. Нордлінг робить спробу применшити значення цього наказу, проте Холтіц переконаний у тому, що не випадково наказ було підписано безпосередньо перед його призначенням комендантом Парижу.
Нордлінг пропонує варіант евакуації родину Холтіца за допомоги Французького руху опору, й зізнається, що не зміг би зробити вибір між порятунком сім'ї та порятунком Парижа, якби опинився на місці Холтіц. Однак, якщо той обере Париж, світ запам’ятає його як героя. Генерал м'якшає та скасовує операцію. Проте лейтенант Хеггер все одно намагається активувати вибухівку, але його застрелює Жак Ланвен.
Після падіння нацистської Німеччини Холтіц відбуває дворічний термін ув'язнення за свої попередні дії під час блокади Севастополя. Нордлінга нагороджують медаллю за порятунок Парижа, але він передає її Холтіцу, визнаючи його справжнім героєм.

## У ролях
- Андре Дюссольє — Рауль Нордлінг[en], консул Швеції у Парижі
- Нільс Ареструп — Дітріх фон Холтіц, німецький генерал, військовий комендант Парижа
- Бурґгарт Клауснер[en] — Вернер Ебернах, німецький офіцер, гауптман
- Роберт Стадлобер[en] — Ернст фон Брессенсдорф, лейтенант
- Чарлі Нельсон[fr] — консьєрж
- Жан-Марк Руло[fr] — Жак Ланвен
- Штефан Вілкенінг[de] — Майєр, оберфельдфебель
- Томас Арнольд[de] — Хеггер, перший лейтенант
- Лукас Прісор[de] — офіцер СС
- Аттіла Борлан — офіцер СС
- Клодін Акс — покоївка
- Домінік Енгельгардт — Ганс, солдат
- Йоганнес Клауснер[de] — молодий солдат
- Шарль Морійон[de] — вартовий у передпокої
- Йохен Хагеле — солдат в оточенні
- Жан-Сіріль Дюрьє — солдат в оточенні
- Трістан Робін — Данкварт фон Арнім

## Знімальна група

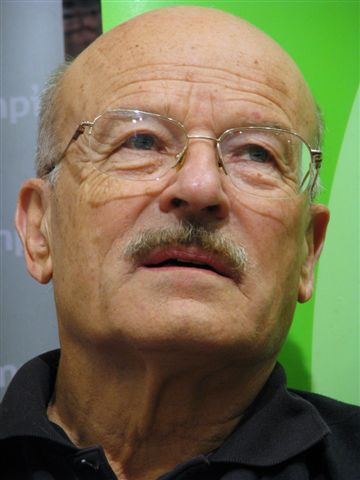
Режисер Фолькер Шльондорф

- Автори сценарію — Фолькер Шльондорф та Сиріла Гелі за мотивами однойменної п'єси
- Режисер-постановник — Фолькер Шльондорф
- Художник-постановник — Жак Руксель[fr]
- Художник по костюмах — Беттіна Маркс
- Фотограф — Мішель Аматьє[fr]
- Монтаж — Віржині Брюант
- Композитор — Йорг Лемберг[de]
- Продюсери: Марк де Байсер, Френк Ле Віта; Амелі Лача, Фелікс Меллер (співпродюсери)

## Виробництво
Історичний контекст

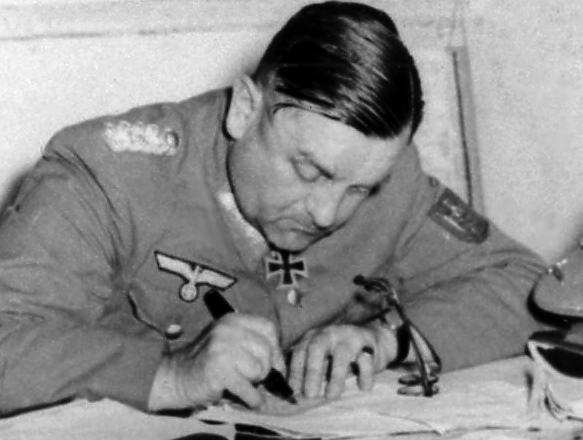
Дітріх фон Холтіц підписує заяву про капітуляцію, помилково прийняту 25 серпня 1944 року

Фільм, а до того й п'єса Сиріла Гелі, багато в чому базується на історичних даних. Так, на початку серпня 1944 року Дітріх фон Холтіц був призначений генералом-командувачем та командувачем вермахту Великим Парижем та 9 серпня 1944 року оселився в готелі «Meurice» на вулиці Ріволі. 23 серпня 1944 року Гітлер наказав знищити Париж: «Париж не повинен потрапити в руки ворога або бути лише полем уламків». 25 серпня 1944 року Холтіц підписав документ про капітуляцію. Після цього потрапив у полон до союзників та був звільнений лише навесні 1947 року. Зустрічі між Холтіцем та Нордлінгом не відбулися у тому вигляді, як це зображено у фільмі. В останні дні серпня 1944 року вони домовилися про своєрідне перемир'я, щоб німці могли впорядковано відступити з Парижа, не потрапивши в засідку.
У фінальних титрах стверджується, що Нордлінг та фон Холтіц знову зустрілися 1955 року у Парижі, де консул віддав генералу свою «медаль пошани», викарбувану в одному екземплярі, на реверсі якої зазначено, «як Париж розриває свої ланцюги». Сім'я фон Хольтіца уникла кланової відповідальності, а також була врятована союзниками, які виступали проти війни.
Літературна основа
В основі фільма — адаптована однойменна п'єса Сиріла Гелі, прем'єра якої відбулася у парижському Театр Мадлен 2011 року. Обидві головні ролі виконали актори, які згодом задіяні у фільму
Зйомки
Зйомки фільму проходили у Парижі з 19 серпня по 21 вересня 2013 року.
Французький оператор Мішель Аматьє знімав на об'єктиви RED Epic та Cooke S4. Цифровий матеріал використовувався для видів з вікон номерів. 
Сценографом виступив Жак Руксель. Інтер'єр знімали в паризькій студії «Stains Studios», де була реконструйовано кімнати готелю «Meurice».
Документалістика
У фільмі режисер використав документальний кіноматеріал про руйнування Варшави та аудіоматеріал із так званого Großdeutscher Rundfunk.
Музика
Музику до фільму написав Йорг Лемберг. Використане алегретто з Симфонії № 7 Людвіга ван Бетховена — запис Берлінського філармонічного оркестру під керівництвом Вільгельма Фуртвенглера у 1943 році.
Реліз
Прем'єра відбулася 12 лютого 2014 року на Берлінському міжнародному кінофестивалі. Згодом фільм був представлений на міжнародних кінофестивалях, де отримав нагороди в різних категоріях.
У 2015 році «Koch Media» випустила DVD із бонусним матеріалом, включно із інтерв'ю з Фолькером Шлендорфом та майже 30 хвилиним відео про створення фільму. Медіа-портал «Schule-online» випустив цей DVD із супровідними навчальними матеріалами, для використання на шкільних уроках.

## Сприйняття
Фільм був добре прийнятий критиками. Агрегатор рецензій «Rotten Tomatoes» фіксує що 93% із 45 критиків дали фільму позитивну рецензію із середньою оцінкою 7,4/10. Сайт відмічає, що «Кіноглядачі, які цінують розвиток персонажів та розумний діалог замість сюжету, «Дипломатія» щедро винагородить».
Клаус Леше назвав фільм першою «розумною камерною виставою» про «наполегливість особистості», Хайке Мунд в тексті для «Deutsche Welle» написав про «захоплюючу камерну виставою для кіно», Ларс Фрідріх засвідчив «паризького ентузіаста Шльондорфа» для NDR як «грандіозну пізню роботу». Німецький рейтинг кіно та медіа написав про фільм як про «концентрований, захоплюючий та складний» із «чудовим уроком сили та сили дипломатії».
Гаральд Єхнер у «Frankfurter Rundschau» наголосив, що тема була «насправді занадто великою для стандартів жанру камершпіле (…)» й «порятунок Парижа фактично залежав від набагато більших факторів й, зрештою, набагато більше захоплюючих». Загалом, «сміливий хід драматургічного скорочення (…) є різким, але це не тріумф».
Бренда Бентієн з порталу kinocritics.com відзначила, що «театральний тур-де-форс» був «валентинкою для улюбленого Шльондорфом Парижа».

## Історичні неточності
В історичній реальності, у серпні 1944 року Дітріх фон Холтіц фактично спілкувався із Раулєм Нордлінгом щодо домовленостей про звільнення політичних в’язнів. Ці зустрічі тривали б кілька тижнів, натомість зображена у фільмі зустріч в ніч з 24 на 25 серпня 1944 року, ймовірно, не відбулася.
Також можливо, що фон Холтіц відмовився виконати наказ про знищення Парижа залдя збереження свого майбутнього у статусі в'язня. Генерал справді сприяв знищенню Роттердама, облозі Севастополя, знищенні 50 000 євреїв. Деякі історики навіть сумніваються, що Гітлер міг вимагати знищення Парижа. З одного боку, у фільмі пояснюється, що диктатор вимагав знищити конкретні пам’ятники (наприклад, оперний театр Гарньє), що видає сентиментальний інтерес Гітлера до Парижа. Інші ставлять під сумнів засоби, доступні фон Холтіцу для «зруйнування» Парижа. Щоправда, гіпотеза суперечить історії звільнення Парижа, викладеній Домініком Лап'єром та Ларрі Коллінзом у книзі «Чи горить Париж?», опублікованій у 1964 року, та адаптований під однойменний художній фільм за аналогічною назвою режисера Рене Клемана.
Нові дослідження, започатковані істориками, в основному проведені в 2000-х і 2010-х роках, вдалося здійснити завдяки зниженню рівня французьких і німецьких адміністративних архівів того часу. Ці нові дослідження дозволили переглянути роль, яку насправді відіграв генерал Дітріх фон Хольтіц у боротьбі з бажанням Гітлера знищити Париж. Свідчення генерала Леклерка вже вказувало на те, що бажання військового губернатора Великого Парижа під час арешту союзниками було головним чином врятувати власне життя.
Режисер історичних документальних фільмів Франсуаза Крос де Фабрік, спираючись на неопубліковані документи, виявлені в цих архівах, демонструє за допомогою розлогого звіту, зробленого в 2019 році, що ця легенда про Холтіца підтримувалася без реальних серйозних історичних підтверджень, оскільки якщо вона підтверджує, що Гітлер зробив спробу знищення французької столиці, це також натякає на відсутність справжнього бажання Холтіца протистояти цьому. Фактичною причиною, яка унеможливила виконання наказу ставали брак ресурсів й часу.
За твердженнями історика Фабріса Віргілі, Дітріх фон Холтіц був послідовником Адольфа Гітлера та ніколи йому не зраджував. За його твердженнями, генерал вимагав підкріплення до кінця, щоб виконати бажання свого «фюрера», яке полягало в знищенні головних пам'яток Парижа, дії, абсолютно нездійсненної через брак засобів і часу (в основному пов'язане з паризьким повстанням та швидким наближенням військ союзників), а не через гуманістичні настрої.

## Нагороди й номінації
| Нагороди й номінації фільму «Дипломатія» | Нагороди й номінації фільму «Дипломатія»           | Нагороди й номінації фільму «Дипломатія»         | Нагороди й номінації фільму «Дипломатія» | Нагороди й номінації фільму «Дипломатія» |
| Рік                                      | Фестиваль                                          | Номінація                                        | Номінант                                 | Результат                                |
| ---------------------------------------- | -------------------------------------------------- | ------------------------------------------------ | ---------------------------------------- | ---------------------------------------- |
| 2014                                     | Шанхайський міжнародний кінофестиваль              | Найкращий сценарій                               | Сиріл Гелі, Фолькер Шльондорф            | Перемога                                 |
| 2014                                     | 64-й Берлінський міжнародний кінофестиваль         | Вибірка «Berlinale Special»                      | Фолькер Шльондорф                        | Перемога                                 |
| 2014                                     | Кінофестиваль Тельюрайд                            |                                                  |                                          |                                          |
| 2014                                     | Міжнародний кінофестиваль у Вальядоліді            | Найкращий актор                                  | Нільс Ареструп                           | Перемога                                 |
| 2014                                     | Міжнародний кінофестиваль у Вальядоліді            | Найкращий режисер                                | Фолькер Шльондорф                        | Перемога                                 |
| 2014                                     | Міжнародний кінофестиваль у Вальядоліді            | Золотий колосок (найкращий фільм)                | Фолькер Шльондорф                        | Номінація                                |
| 2014                                     | Фестиваль «Кіноманія» (Монреаль)                   | Приз глядацьких симпатій Мела Хоппенгайма        | Фолькер Шльондорф                        | Перемога                                 |
| 2014                                     | Шверінський фестиваль мистецтва кіно «Летючий бик» | Найкращий повнометражний фільм                   | Фолькер Шльондорф                        | Номінація                                |
| 2015                                     | 40-а церемонія вручення премії «Сезар»             | Премія «Сезар» за найкращий адаптований сценарій | Сиріл Гелі, Фолькер Шльондорф            | Перемога                                 |
| 2015                                     | 40-а церемонія вручення премії «Сезар»             | Найкраща чоловіча роль                           | Нільс Ареструп                           |                                          |